# Schloss Poysbrunn
Das Schloss Poysbrunn befindet sich im Südwesten des zur Gemeinde Poysdorf gehörenden Ortes Poysbrunn in Niederösterreich.

## Geschichte
Das Schloss wird erstmals 1360 urkundlich erwähnt. Der Südtrakt stammt im Kern aus dem 14. Jahrhundert. 1571 ging es an den Freiherrn Hans von Trautson. Dessen Sohn Paul Sixtus ließ das Schloss um 1600 zu einer Vierflügelanlage erweitern.  Der Bau wurde im 16./17. Jahrhundert verändert und im 18. Jahrhundert aufgestockt. 
Nach dem Aussterben der Trautson ging Schloss und Herrschaft Poysbrunn an die Familie Auersperg. Diese verkaufte Poysbrunn 1799 – nach einem Erbstreit mit dem Fürsten Lamberg – an Freiherrn Johann von Bartenstein, Enkelsohn des Christoph Bartenstein. Durch Erbfall ging Schloss Poysbrunn an die Familie Vrints. Diese verkaufte es in den 1970er Jahren, behielt aber den Grundbesitz. Heute ist Schloss Poysbrunn in Privatbesitz. Es wird als Veranstaltungsort und Festschloss genutzt. Seit 2006 findet hier jährlich der niederösterreichische Märchensommer statt.

## Baubeschreibung
Die dreigeschoßige Anlage inmitten eines umfriedeten Parks hat einen rechteckigen Hof, östlich anschließende Wirtschaftsgebäude und eine Kapelle. Im Süden sind Reste eines Wehrgrabens vorhanden. Die schlichte Fassade mit Steingewändefenstern, Satteldächern und Dachhäuschen wurde 1979/80 restauriert. Am Osttrakt liegt eine zweiflügelige Freitreppe und ein Ädikulaportal mit Dreiviertelsäulen. Im Giebelfeld befindet sich das Wappen derer von Trautson. Der Treppenturm im Norden wurde im 19. Jahrhundert um ein einspringendes Uhrengeschoß mit Zwiebelhelm aufgestockt. Im Süden kann die Anlage über eine tonnenunterwölbte Brücke durch eine stichkappengewölbte Einfahrt betreten werden. Im Hof mit seinen ungegliederten Fronten liegen im Norden und Süden die ehemaligen Erdgeschoßarkaden; im Westen und Süden gibt es profilierte Steingewändefenster vom Ende des 16. Jahrhunderts. Östlich vom Schloss liegt ein vierachsiger, dreigeschoßiger Anbau aus der Zeit vor 1645, mit abgewalmtem Satteldach und angeputzter Ortsteinquaderung. Die Wirtschaftstrakte wurden zum Teil im 17. Jahrhundert erbaut, der Schüttkasten wahrscheinlich im 16. Jahrhundert.
Die Schlosskapelle wird urkundlich erstmals 1638 erwähnt, wurde aber wohl bereits um das Ende des 14. Jahrhunderts gebaut. Von einer Weihe wird im Jahr 1746 berichtet. Der Saalbau mit dreiseitigem Schluss und halb vorgestelltem Südturm mit Pyramidenhelm hat Spitzbogenfenster in tiefen Gewänden. An der Nordseite befindet sich ein Rechteckportal mit profilierter Rahmung und Sprenggiebel. Im zweijochigen Innenraum mit Stuckrippengewölbe und Pilastergliederung sind Reste der barocken Ausstattung vorhanden. Der Hochaltar hat eine Säulenrahmung und einen Sprenggiebel.

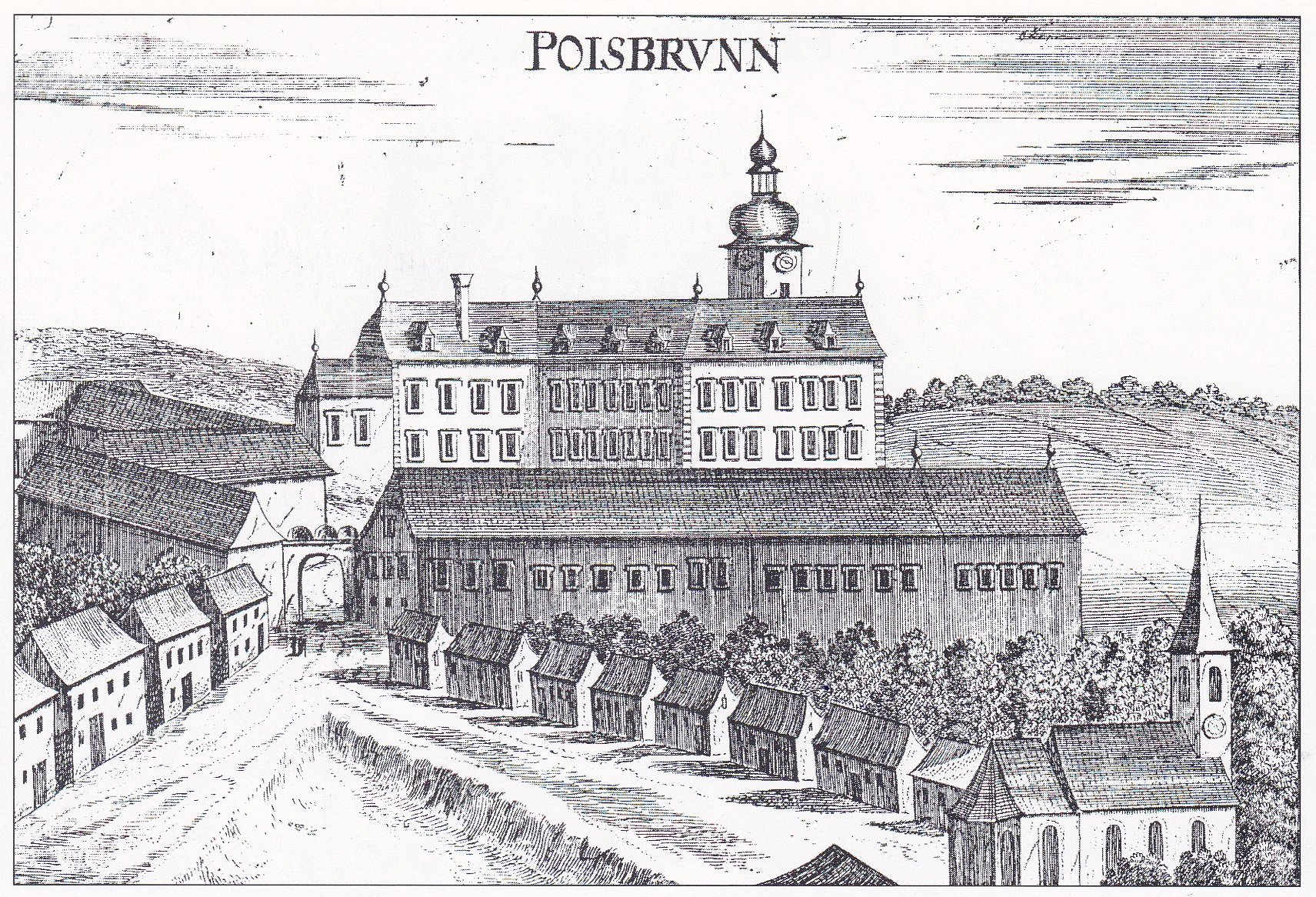
Schloss Poysbrunn um 1672, Kupferstich von Georg Matthäus Vischer
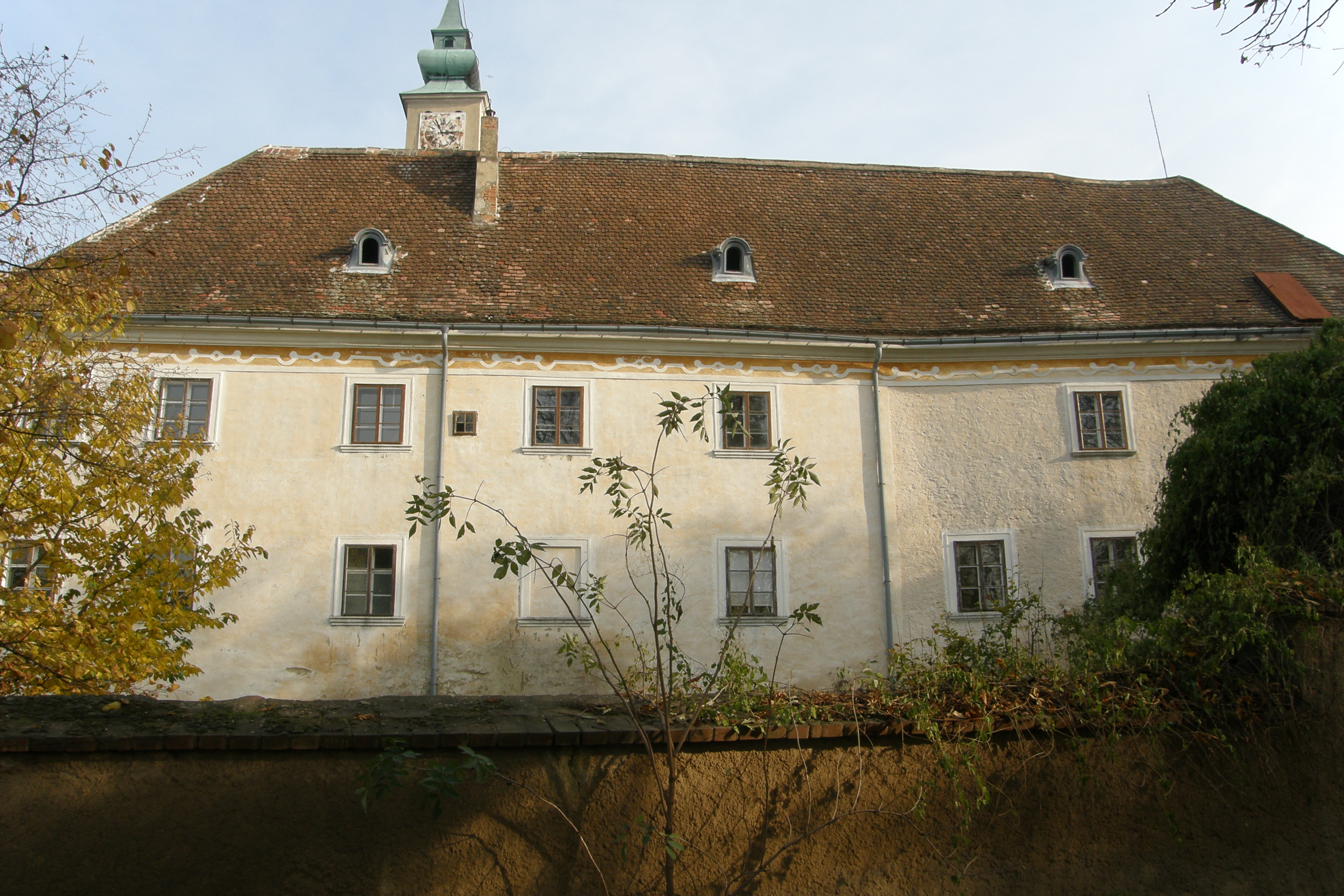
Westansicht des Schlosses